# Białostrząb panamski
Białostrząb panamski (Leucopternis semiplumbeus) – gatunek średniej wielkości ptaka z rodziny jastrzębiowatych (Accipitridae). Ptak ten występuje w Ameryce Centralnej i północno-zachodniej części Ameryki Południowej, nie jest zagrożony wyginięciem.

## Występowanie
Białostrząb panamski występuje od skrajnie wschodniego Hondurasu i wschodniej Nikaragui na południe do zachodniej Kolumbii i północno-zachodniego Ekwadoru (Esmeraldas i północno-zachodnia Pichincha). W 2012 roku zaobserwowano i słyszano kilka osobników w Reserva nacional Allpahuayo-Mishana w Peru i prawdopodobnie odnoszą się do tego ptaka lub blisko z nim spokrewnionego nowego gatunku.

## Systematyka

### Taksonomia
Gatunek po raz pierwszy opisany przez amerykańskiego biznesmena i ornitologa George’a Newbolda Lawrence’a w 1861 roku. Jako miejsce typowe autor wskazał Caribbean slope w Przesmyku Panamskim wzdłuż linii Panama Railroad. Takson monotypowy, nie wyróżniono podgatunków.

### Etymologia
Nazwa rodzajowa: greckie λευκος leukos – biały; πτερνις pternis – jastrząb.

Epitet gatunkowy: łacińskie semi- – pół- < semis, semissis – połowa < as, assis – cały; plumbeus – ołowiany < plumbum – ołów.

## Morfologia
Długość ciała 31–36 cm, rozpiętość skrzydeł 51–64 cm, masa ciała samców średnio 250 g, samic średnio 350 g. Dane szczegółowe podane przez Herberta Friedmanna w artykule opublikowanym na łamach czasopisma Bulletin - United States National Museum:
| Skrzydło                   | Ogon                       | Culmen z woskówką      | Skok                   | Środkowy palec bez pazura |
| -------------------------- | -------------------------- | ---------------------- | ---------------------- | ------------------------- |
| ♂ 156–184 mm; ♀ 183–202 mm | ♂ 127–137 mm; ♀ 126–148 mm | ♂ 18–20 mm; ♀ 18–21 mm | ♂ 55–64 mm; ♀ 57–66 mm | ♂ 31–33 mm; ♀ 31–37 mm    |

Mały, krępy i krótkoskrzydły ptak drapieżny o uderzająco charakterystycznej barwie upierzenia i nagich części ciała. Górne partie ciała całkowicie ołowiowo-szare, czarniawe na skrzydłach i ogonie. Ogon z jednym lub czasami dwoma wąskimi, białymi pasami. Dolne części ciała nieskazitelnie białe, ale końcówki skrzydeł szare. Oczy jasnożółte, woskówka żółto-pomarańczowa do pomarańczowo-czerwonej. Nogi i stopy pomarańczowe do pomarańczowo-czerwonych. Samice podobne do samców w upierzeniu, ale średnio są o 10% większe. Osobniki młodociane mają białe smugi na głowie, płaszcz jest biało nakrapiany, na piersi znajdują się cienkie czarne smugi; ogon z dwoma białymi pasami (od czasu do czasu obserwowano trzeci pas). Oczy koloru żółto-brązowego do żółtego, woskówka pomarańczowo-żółta do pomarańczowej, stopy pomarańczowe.

## Ekologia i zachowanie

### Głos
Dość wokalny w sezonie lęgowym, kiedy można usłyszeć serię głośnych, przenikliwych niewyraźnych gwizdów o brzmieniu „kwee...wee...wee...wee...wee”; czasami również słyszalne pojedyncze „kwee”. Poza sezonem lęgowym cichszy, ale czasami odzywa się piskliwym, cienkim niewyraźnym gwizdem powtarzanym w pewnych odstępach czasu.

### Siedlisko i pożywienie
Ptak prawdopodobnie osiadły, zamieszkujący wilgotne, tropikalne lasy i położone niżej subtropikalnych strefy. Zasiedla skraje lasu, okolice fragmentów leśnych, w Kolumbii również lasy wtórne. Zwykle występuje do 1000 m n.p.m. (jednak spotykany głównie poniżej 500 m n.p.m.); jeden raport z wysokości 1600 m n.p.m.
Zwyczaje żywieniowe białostrzębia panamskiego słabo poznane. Poluje na jaszczurki i węże; jeden zapis mówi o upolowaniu jaszczurki z rodzaju Ameiva; sugerowano ataki na rój mrówek, ale najprawdopodobniej poluje na stawonogi uciekające przed mrówkami. Żywi się również nietoperzami oraz być może płazami i małymi ssakami. Ofiarę wypatruje siedząc nieruchomo w dogodnym miejscu, w pogoni za zdobyczą prześlizguje się krótko przez las z przerwami na szybkie uderzenia skrzydeł; generalnie nie szybuje.

### Lęgi
Bardzo mało informacji na temat lęgów białostrzębia panamskiego. Jedno, niepotwierdzone zapisem gniazdo umieszczone w koronie wysokiego drzewa w Kostaryce w styczniu; samiec w kondycji rozrodczej złapany w lutym w Kolumbii. Brak informacji na temat jaj, długości inkubacji lub okresu lęgowego.

## Status i zagrożenia
W Czerwonej księdze gatunków zagrożonych Międzynarodowej Unii Ochrony Przyrody został zaliczony do kategorii LC (ang. Least Concern) – najmniejszej troski. W 2019 roku organizacja Partners in Flight szacowała, że liczebność populacji jest mniejsza niż 50 tysięcy dorosłych osobników, a jej trend jest umiarkowanie spadkowy. Pomimo tego że ptak ten jest na niektórych obszarach dość pospolity, jego liczba spada z powodu wylesiania i fragmentacji jego siedlisk. Wpisany do załącznika II Konwencji Waszyngtońskiej.